# بعد (فضاء متجهي)

مستويات الأبعاد.

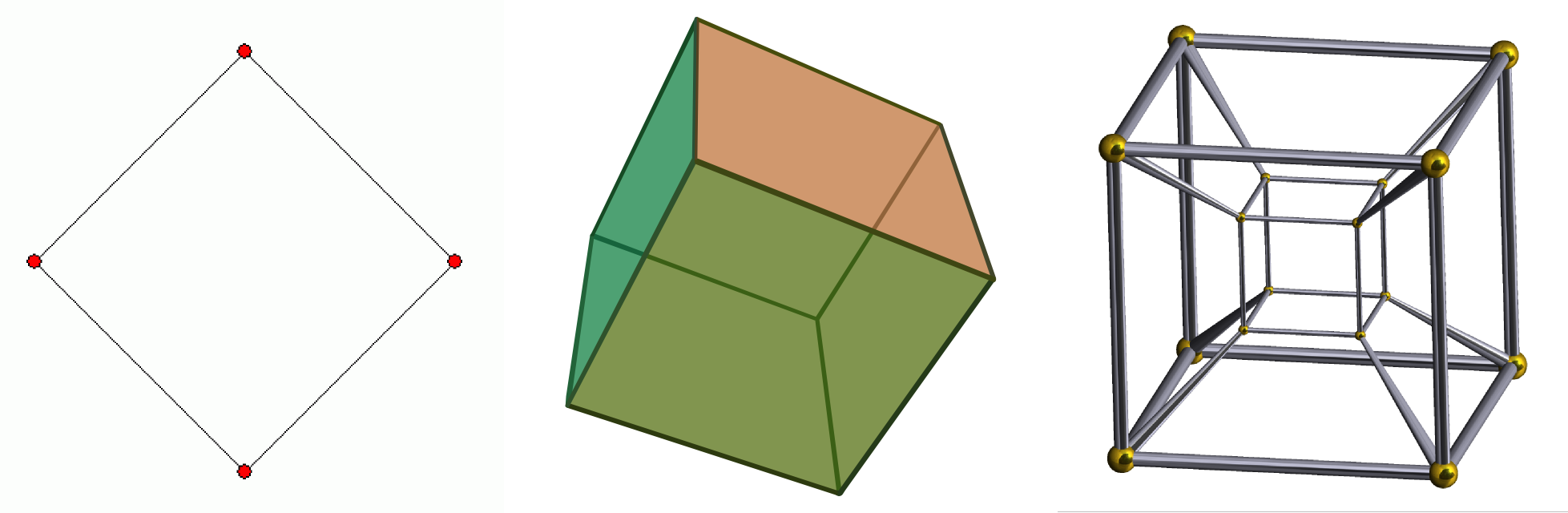
مربع في البعد الثنائي والثلاثي والرباعي.

هذه المقالة تتحدث عن البعد الفيزيائي، ربما تريد البعد بمعنى مسافة
في الرياضيات والفيزياء، بُعد (بالإنجليزية: Dimension)‏ جمعها أبعاد وهو عدد درجات الحرية الممكنة للحركة ضمن فضاء ما، فإذا كنا نتحرك ضمن مستوى فنحن فعليا محدودون بالتحرك ضمن اتجاهين متعامدين أي أن المستوى ثنائي البعد أما في فضاء ثلاثي الأبعاد فتكون لدينا ثلاثة اتجاهات متاحة للحركة. وتسمى كذلك المعلم وهو المرجح المستعمل لدراسة حركة جسم معين كان نقطي أو محدد بنقطة m تعتبر مركز القصور. وتعتمد النسبية على مبدا اختلاف النتائج المحصل عليها لحدث معين من خلال دراسة حركته في معالم مختلفة.

## في الرياضيات
هناك العديد من التعريفات للبعد في الرياضيات تتمركز معظمها حول البعد في الفضاء الديكارتي. حيث يوجد في الفضاء الديكارتي حتى الثلاث أبعاد وبإضافة الزمن من الممكن الوصول حتى الأربعة أبعاد. تمت إضافة مصطلح الأبعاد ذات الترتيب الأعلى من قبل العالم الرياضي بيرنارد ريمان حيث أنه اعتبر أن أي نقطة تتكون من n بُعد دون اسناد أي صورة هندسية إلى هذه النقطة.

### البعد الجبري
في الفضاء الشعاعي هناك مبدأ طبيعي للأبعاد يحدد بعدد عناصر الشعاع المبدأ.

### البعد الاستقرائي
يفترض هذا البعد أن المجموعات ذات n+1 بعد تكون سطوحها من رتبة n بعد. وبهذا يسمح لتعريف استقرائي بالاعتماد على أبعاد سطوح المجموعات المفتوحة.

### البعد السالب
تم اقتراح فكرة أجزاء البعد والبعد السالب من قبل العالم الرياضي بنوا ماندلبرو والتي من خلالها يقترح أن الأبعاد المعروفة والمستخدمة هي أبعاد موجبة، أما عندما تكون الأبعاد سالبة فإنها تعبر عن مدى الفراغ للمجموعات الخالية.

## في الفيزياء

### أبعاد الفضاء الفيزيائي
تقوم النظريات الفيزيائية التقليدية بوصف الفضاء على أنه مكون من ثلاثة أبعاد يمكن من الحركة خلاله بحرية في كافة الاتجاهات. في أبسط الأشكال فالمستقيم يعبر عن بعد واحد، والمستوي يعبر عن بعدين اثنين، والمكعب يعبر عن ثلاثة أبعاد.

### الزمن
غالبا ما يشار إلى الزمن بمصطلح البعد الرابع، وهو واحد من الطرق لقياس التغيرات الفيزيائية. يختلف هذا البعد عن الأبعاد الفيزيائية الأخرى بأن الحركة تجري فيه على معدل ثابت فقط ثانية واحدة في الثانية، وأنه لا يمكننا التحرك فيه بحرية بل فقط في اتجاه واحد فقط، البعض يشير إلى هذا الاتجاه الواحد بالاتجاه السالب للزمن.
من أبرز العلماء الذين عاملوا الزمن على أنه واحد من الأبعاد هم العالمان هنري بوانكاريه وأينشتاين في النظرية النسبية الخاصة بالإضافة إلى نظرية النسبية العامة حيث تم التعامل مع الفضاء المدرك والزمن على أنها مكونات لعديد تفرع من الدرجة الرابعة يعرف بالفضاء الزمني، كما في فضاء مينكوفسكي.

### أبعاد إضافية
توجد نظريات مثل نظرية الأوتار ونظرية إم التي تدعي أن الفضاء الفيزيائي يحتوي في الواقع على 10، 11 بعدا الترتيب. وتفسر هذه النظريات أن هنالك أبعاد أخرى إضافة لأبعاد عالمنا الثلاثة مع الزمن، غير محسوسة ومنطوية على نفسها.

### الكميات البعدية
في علم الفيزياء والهندسة، البعد هو عبارة عن كمية فيزيائية يعبر عنه بوحدة فيزيائية تقاس بها هذه الكمية، أو هو: الوحدة التي تُقاس بها الكمية الفيزيائية بغض النظر عن نوعها. مثلا يقاس بعد السرعة باستخدام المسافة مقسومة على الزمن.